# Arno Allan Penzias
Arno Allan Penzias (Múnich,  26 de abril de 1933-San Francisco, California; 22 de enero de 2024) fue un físico y radioastrónomo alemán nacionalizado estadounidense.
Penzias ganó en 1978 el Premio Nobel de Física, junto con Robert Woodrow Wilson, por su descubrimiento en 1964 de una radiación de origen entonces desconocido que un año más tarde identificaron como radiación cósmica de fondo de microondas o CMB, que ayudó a establecer la teoría cosmológica del Big Bang. El premio de ese año fue compartido con Piotr Leonídovich Kapitsa por su trabajo en criogenia.

## Primeros años y educación
Penzias nació en Múnich, Alemania, hijo de Justine (de soltera Eisenreich) y Karl Penzias, quien dirigía un negocio de cuero. Sus abuelos habían migrado a Múnich desde Polonia y estaban entre los líderes de Reichenbach Strasse Shul. A los seis años, él y su hermano menor estaban entre los niños judíos evacuados a Gran Bretaña como parte de la operación de rescate denominada Kindertransport. Algún tiempo después, sus padres también huyeron de la Alemania nazi hacia los EE. UU., y la familia se estableció en la ciudad de Nueva York en 1940. En 1946, Penzias se convirtió en ciudadano naturalizado de los Estados Unidos. Se graduó en el Brooklyn Technical High School en 1951 y después se matriculó para estudiar Ingeniería Química en el City College de Nueva York, pero cambió a Física y se graduó en 1954 con una licenciatura en Física, entre los primeros de su clase.
Después de graduarse, Penzias se desempeñó durante dos años como oficial de radar[cita requerida] en el Cuerpo de Señales del Ejército de EE. UU. Esto condujo a una beca de investigación en el Laboratorio de Radiación de la Universidad de Columbia, que entonces estaba muy involucrado en la física de microondas. Penzias trabajó con Charles Townes, quien había inventado el máser.
Penzias se matriculó en la Universidad de Columbia donde obtuvo un máster y también un doctorado en Física.

## Descubrimiento de la radiación cósmica de fondo de microondas
Penzias empezó a trabajar en los laboratorios Bell en Holmdel, Nueva Jersey, donde, con Robert Woodrow Wilson, trabajó en receptores de microondas ultrasensibles, destinados a observaciones de radioastronomía. En 1964, al construir su sistema de antena/receptor más sensible, se encontraron con un ruido de radio que no pudieron explicar. Era mucho menos energética que la radiación emitida por la Vía Láctea y, además era isotrópica, por lo que asumieron que su instrumento estaba sujeto a interferencias de fuentes terrestres. Probaron la hipótesis de que el ruido de radio emanaba de la ciudad de Nueva York, pero la rechazaron. Un examen de la antena de bocina mostró que estaba llena de excrementos de murciélagos y palomas (que Penzias describió como "material dieléctrico blanco"). Después de eliminar la acumulación de estiércol, el ruido permaneció. Habiendo rechazado todas las fuentes de interferencia, Penzias contactó a Robert Dicke, quien sugirió que podría ser la radiación de fondo predicha por algunas teorías cosmológicas. Penzias y Wilson acordaron con Dicke publicar sendos artículos en el Astrophysical Journal, con Penzias y Wilson describiendo sus observaciones y Dicke sugiriendo la interpretación como la radiación cósmica de fondo de microondas (CMB), el remanente de radio del Big Bang. Esto permitió a los astrónomos confirmar el Big Bang y corregir muchas de sus suposiciones previas al respecto.

## Premios y reconocimientos
- En 1975 fue elegido miembro de la Academia Estadounidense de Artes y Ciencias[10] y de la Academia Nacional de Ciencias.[11]
- En 1977 Penzias y Wilson recibieron la Medalla Henry Draper de la Academia Nacional de Ciencias.[12]
- Premio Nobel de física en 1978 para Penzias y Wilson, compartido con Pyotr Leonidovich Kapitsa.
- En 1979, recibió el premio Golden Plate Award de la American Academy of Achievement.[13]
- El 26 de abril de 2019, el radiotelescopio de 3 m instalado por la Sociedad Astronómica de Núremberg (NAG) y destinado principalmente a la divulgación pública en el observatorio Regiomontanus de Núremberg fue bautizado como radiotelescopio Arno Penzias en su honor, en presencia del primer ministro bávaro, Markus Söder.[14]

## Libros
- Penzias, Arno (1990). Ideas e información: la gestión en un mundo de alta tecnología. Fundación para el Desarrollo de la Función Social de las Comunicaciones. ISBN 978-84-86094-69-0.
- Penzias, Arno (1995). Harmony: Business, Technology & Life After Paperwork. Harpercollins. ISBN 9780887307249.